# Planificador de xarxa

Paquets en cua en una estructura de dades FIFO (first in, first out).

Un planificador de xarxa, també anomenat planificador de paquets, control de cua (qdisc) o algorisme de cua, és un àrbitre en un node d'una xarxa de comunicacions de commutació de paquets. Gestiona la seqüència de paquets de xarxa a les cues de transmissió i recepció de la pila de protocols i el controlador de la interfície de xarxa. Hi ha diversos programadors de xarxa disponibles per als diferents sistemes operatius, que implementen molts dels algorismes de programació de xarxa existents.
La lògica del planificador de xarxa decideix quin paquet de xarxa s'enviarà a continuació. El planificador de xarxa s'associa a un sistema de cua, que emmagatzema els paquets de xarxa temporalment fins que es transmeten. Els sistemes poden tenir una o diverses cues, en aquest cas cadascun pot contenir els paquets d'un flux, classificació o prioritat.
En alguns casos, és possible que no sigui possible programar totes les transmissions dins de les limitacions del sistema. En aquests casos, el planificador de la xarxa és l'encarregat de decidir quin trànsit s'ha de reenviar i què s'envia.
Al llarg del temps s'han desenvolupat moltes disciplines de cua de xarxa. Cadascun d'ells proporciona una reordenació o eliminació específica de paquets de xarxa dins de diversos buffers de transmissió o recepció. Les disciplines de cua s'utilitzen habitualment com a intents de compensar diverses condicions de xarxa, com ara reduir la latència per a determinades classes de paquets de xarxa, i s'utilitzen generalment com a part de les mesures de QoS. Alguns exemples d'algorismes adequats per gestionar el trànsit de xarxa inclouen:
- AVQ (cua virtual adaptativa)
- Disciplina CBQ (class-based queueing).
- CHOKe (CHOose and Keep per a fluxos sensibles, CHOose and Kill per a fluxos que no responen) és una variant de RED
- CoDel (retard controlat) i FQ-CoDel (cua de flux CoDel)
- CAKE (Common Applications Kept Enhanced), implementat al nucli de Linux
- Cua justa basada en crèdits
- DRR (deficit round robin) i DWRR, implementació, p. escrit per Patrick McHardy per al nucli de Linux i publicat sota la llicència pública general de GNU.
- Preguntes freqüents (FavourQueue)
- FQ-PIE (controlador integral proporcional de cua de flux millorat)
- GCRA (algoritme genèric de velocitat cel·lular)
- HFF (filtre de cops pesats)
- HFSC (corba jeràrquica de servei just)
- HTB (cubeta de testimoni jeràrquic)
- QFQ (cua de fira ràpida)
- FQ (cua justa) i WFQ (cua justa ponderada)
- FIFO (primer a entrar, primer a sortir)
- pkt_sched: fq: planificador de paquets de cua justa
- Emulador de xarxa NETEM
- PIE (controlador integral proporcional millorat)
- RED (detecció precoç aleatòria)
- ARED (detecció precoç aleatòria avançada)
- GRED (detecció precoç aleatòria generalitzada)
- RRED (detecció precoç aleatòria robusta)
- WRED (detecció precoç aleatòria ponderada)
- RR (round robin) i WRR (round robin ponderat)
- SFB (blau estocàstic fair), així com RSFB (SFB resistent)
- SFQ (cua d'equitat estocàstica)
- TBF (filtre de butxaca)
- TEQL (equalitzador d'enllaç trivial)